# Зроби це
«Зроби це» (англ. Work It)  — американська танцювальна комедія 2020 року режисерки Лори Террусо. Сценарій написала Елісон Пек, а продюсерами фільму виступили Аліша Кіз, Леслі Моргенштейн та Еліза Даттон. Головні ролі виконують Сабріна Карпентер, Джордан Фішер, Ліза Коші та Кінан Лонсдейл.
Фільм розповідає про групу старшокласників різного походження та розповідає про участь у танцювальному конкурсі «Зроби це».
Фільм вийшов на Netflix 7 серпня 2020 року.

## Сюжет
Квінн Акерман, дивакувата та розумна старшокласниця, яка не вміє водити машину, працює технічним директором у «Громових птахах», елітній танцювальній команді своєї школи, яка добре відома в усьому штаті як чинний чемпіон танцювального конкурсу «Зроби це». Коли Квінн випадково розливає каву на пульт управління і зриває репетицію. Безжальний лідер «Громових птахів», Ісая Пембрук на прізвисько Джульярд, звільняє її з посади.
Мрія Квінн вступити до Дюкського університету, альма-матер її покійного батька, руйнується, коли консультант приймальної комісії, Вероніка Рамірес, повідомляє, що її шанси виділитися у приймальній комісії не дуже високі. Квінн вводить Вероніку в оману, стверджуючи, що є танцівницею «Громових птахів», хоча насправді Квінн лише працювала з освітленням. Рамірес миттєво вражена і обіцяє побачити її виступ наживо на танцювальному конкурсі «Зроби це».
Спершу Квінн думає зізнатися у всьому Вероніці, але згодом вирішує втілити брехню у життя. Вона звертається по допомогу до своєї найкращої подруги Жасмін Хейл, яка сама є танцівницею «Громових птахів», щоб та навчила її танцювати на відкритих прослуховуваннях команди через два тижні. Танцювальні навички Квінн значно покращуються, але Джульярд все ж відхиляє її.
Після того, як Жасмін протистоїть Джульярду та захищає Квінн, він саркастично пропонує їм створити власну танцювальну команду, що Квінн і робить. Жасмін неохоче погоджується вийти з «Громових птахів» на користь нової команди Квінн.
Квінн і Жасмін розшукують колишнього чемпіона конкурсу «Зроби це», Джейка Тейлора, який припинив змагатися та зник після травми коліна два роки тому. Квінн виявляє, що він працює хореографом в танцювальній студії. Вона просить його стати хореографом команди, але Джейк відхиляє пропозицію, наполягаючи на тому, що танець робиться з пристрастю, а не вивчається через думання.
Тим часом дівчата збирають у своїй школі групу маловідомих танцюристів, які мають різні стилі. Побачивши потенціал команди під час неформальної танцювальної зустрічі, Джейк погоджується поставити хореографію для команди, але лише за умови, що вони зможуть самостійно виграти участь у майбутніх кваліфікаційних змаганнях. Під назвою «БОП» («буде оголошено пізніше») вони проходять кваліфікацію через порушення правил командою-суперником.
Джейк і Квінн проводять більше часу разом, і одного вечора Джейк вирішує поекспериментувати з фрістайл-танцями. Під час тренувань талант Квінн проявляється, і вони цілуються. З новознайденою впевненістю Квінн стає менш самокритичною та докладає більше зусиль до танців та командної роботи.
Квінн надсилає електронного листа Вероніці Рамірес і повідомляє їй, що вона створила власну команду і що вони змагатимуться на «Зроби це». Однак, коли Джульярд дізнається, що Джейк ставить хореографію для команди Квінн, він звинувачує їх у використанні студії для репетицій без оплати, і Джейк втрачає роботу.
Оцінки Квінн падають через її старанність у танцях, і вона отримує електронного листа від приймальної комісії Дюкського університету, в якому повідомляється, що Вероніка більше там не працює. Квінн зізнається у всьому мамі, і вони вирішують, що їй варто звільнитися з танцювальної команди та підвищити свої оцінки до кінця навчання.
Команда відчуває себе зрадженою виходом Квінн, особливо Жасмін, яка повертається до «Громових птахів», а Квінн розриває роман з Джейком. Пізніше вона знову відкриває для себе пристрасть до танців. Квінн возз'єднується з Джейком, і вони вирішують знову зібрати команду та брати участь у конкурсі. Квінн мириться з Жасмін, яка звільняється з «Громових птахів» і повертається до «БОП».
Група починає вивчати унікальні танцювальні стилі один одного, і Джейк включає їх у хореографію. У день змагань мати Квінн дізнається, що вона все ще займається танцями, тому намагається перешкодити їй піти і навіть карає її позбавленням задоволень. Квінн каже, що щаслива займаючись у «БОП», потім бере ключі від машини матері та їде.
Коли Квінн прибуває, «БОП» вже виступають, і вона приєднується до них посеред виступу. «БОП» перемагають «Громових птахів» з мінімальним відривом, і до Жасмін та Джульярда підходить скаут з Нью-Йоркської академії танцю. Квінн зустрічає Вероніку, яка зараз працює в Нью-Йоркському університеті, і запрошує її подати заявку. Ісая вітає Квінн і Жасмін з перемогою і каже, що змінився.

## У ролях
| Актор                | Роль                    |
| -------------------- | ----------------------- |
| Сабріна Карпентер    | Квінн Акерман           |
| Джордан Фішер        | Джейк Тейлор            |
| Ліза Коші            | Жасмін Хейл             |
| Кінан Лонсдейл       | Ісая «Джульярд» Пембрук |
| Мішель Бюто          | Вероніка Рамірес        |
| Наомі Снікус         | Марія Акерман           |
| Дрю Рей Таннер       | Чарлі                   |
| Джейн Іствуд         | Руті                    |
| Бріана Андраде-Гомес | Трініті                 |
| Калліан Бремо        | Бріт Тернер             |
| Б'янка Азіло         | Рейвен                  |
| Ніл Роблес           | Кріс Ройо               |
| Натаніель Скарлетт   | DJ Тейпс                |
| Тайлер Гатчінгс      | Роббі Г.                |
| Індіана Мехта        | Прія Сінґх              |

## Виробництво
2 квітня 2019 року Адам Фогельсон з STX анонсував фільм разом з Алісією Кіз, яка виступила продюсером. 2 травня 2019 року було оголошено, що головні ролі у фільмі візьмуть Сабріна Карпентер, Ліза Коші та Кейнан Лонсдейл. Лора Террузо була оголошена режисером, і що Террузо перепише фільм за оригінальним сценарієм Елісон Пек, а Еліза Копловіц Даттон та Леслі Моргенштайн з Alloy Entertainment продюсуватимуть фільм разом з Кіз. 2 липня 2019 року до акторського складу приєдналися Дрю Рей Таннер, Мішель Бюто та Джордан Фішер, і було оголошено, що дистрибуцією фільму займатиметься Netflix. Того ж дня було оголошено, що Карпентер також буде виконавчим продюсером.
Зйомки проходили з червня 2019 року по серпень 2019 року в Університеті Торонто (кампус Святого Георгія), з серпня 2019 року по вересень 2019 року у Вінніпезі, Манітоба, в Університеті Вінніпега, Канада та в кампусі Каліфорнійського державного університету, Нортрідж, Лос-Анджелес, у грудні 2019 року.

## Саундтрек

### Список композицій
1. "Baby, Baby" - TROPKILLAZ
2. "Get on Your Feet" - Gloria Estefan
3. "Onset" (feat. Mad Zach) - Haiku Hands
4. "Do It Like This" - Daphne Willis
5. "Throw It" - YehMe2 & Wuki
6. "Mess" - Jordan Fisher
7. "Then There Were None" - Red Scare
8. "When I Get Going" - KALLICO
9. "Go Up" - Gizzle
10. "Feelin' It" - Danger Twins
11. "Rent" - Big Freedia
12. "Further Up (Na, Na, Na, Na, Na)" - Static & Ben El, Pitbull
13. "Motivation" - Normani
14. "Break My Heart" - Dua Lipa
15. "I Can't Wait" - Nu Shooz
16. "Have a Good Time" - Matthew Brian Bento & Zeeko
17. "Feel Good" - Daemon
18. "WOW" - Zara Larsson
19. "Treat Myself" - Meghan Trainor
20. "Ooh La La" - Goldfrapp
21. "Lost Cause" - Hannah Georgas
22. "Thinkin Bout You" - Ciara
23. "Cool" - Dua Lipa
24. "Satisfied" (feat. Max) - Galantis
25. "Work It" - Yip Wong
26. "PŭRL" - as KAMAUU
27. "I Am the Best" - 2NE1
28. "Teach Me" (feat. Kiesza) - Joey Bada$$
29. "I Believe in Miracles" - Cumulo Allstars
30. "Let Me Move You" - Sabrina Carpenter

## Випуск
Фільм «Work It» був випущений Netflix 7 серпня 2020 року. Він був найпопулярнішим фільмом у свій дебютний вікенд, перш ніж опуститися на п'яте місце у другий вікенд.

## Сприйняття
На агрегаторі оглядів Rotten Tomatoes фільм має рейтинг схвалення 85% на основі 26 рецензій, із середнім рейтингом 6,2/10. На Metacritic фільм має середньозважену оцінку 58 зі 100, на основі дев'яти критиків, що вказує на «змішані або середні відгуки».